# پیر روشن
بایزید انصاری معروف به پیر روشان (روشن) یک جنگجو، شاعر، صوفی از قوم اورمُر در منطقه پشتون‌نشین پاکستان امروزی بود. پیر روشن در سده شانزدهم میلادی جنبشی به نام روشنیه ایجاد کرد که در منطقه‌پشتون‌نشین پیروان زیادی داشت. زبان اول پیر روشان(روشن) زبان اورمری بود اما وی بیشتر به پشتو، فارسی، و عربی می‌نوشت. اندیشه‌های او بیشتر در کتاب خیرالبیان که به پشتو نوشته شده انعکاس یافته است.
پیر روشان (روشن) جنگجویان پشتون را گرد هم آورده و با سپاه اکبر کبیر، شاه گورکانی هند، مبارزه کرد. گورکانیان سرانجام پیر روشن را به قتل رساندند. در همین حال یک گروه مسلح از ایل یوسف‌زایی نیز که با گورکانیان همسو بود چهار پسر از پنج پسر پیر روشان(روشن) را کشت. تنها پسر باقی‌مانده، یعنی پیر جلال، به نبرد با گورکانیان پرداخت و در بیشتر نبردهای خود هم موفق بود. شهر جلال‌آباد افغانستان نام خود را از پیر جلال گرفته است.
نفی خاتمیت پیامبر اسلام
اولیوررا محقق فرانسوی در کتاب افغانستان، اسلام و نوگرایی سیاسی می‌گوید که بایزید روشان معتقد به حلول روح پیامبر در دیگری بوده و منکر آن است که محمد پیامبر اسلام خاتم پیامبران باشد.